# Blenniiformes
Blenniiformes (vernoemd naar Blennius, de slijmvis, zelf afgeleid van het Griekse ἡ βλέννα of τό βλέννος, "slijm") is een orde van straalvinnige beenvissen, waaronder verschillende families van percomorfe mariene, brakke en sommige zoetwatervissen die een vergelijkbare morfologie en hetzelfde gedrag vertonen. Zes families worden in het Engels wel 'echte blennies' genoemd, gegroepeerd onder de orde Blenniiformes; zijn leden worden ook wel maar incorrect blenniiformiden genoemd. Ongeveer honderdeenenvijftig geslachten en bijna negenhonderd soorten zijn beschreven binnen de orde. De orde was vroeger geclassificeerd als een onderorde van de Perciformes, maar de 5e editie van Fishes of the World verdeelde de Perciformes in een aantal nieuwe orden en de Blenniiformes werden in de percomorfe clade Ovalentariae geplaatst naast taxa als Cichliformes, Mugiliformes en Gobiesociformes.

## Overeenkomsten met andere families
De Blenniiformes zijn oppervlakkig vrij gelijk aan leden van de grondel- en draakvissenfamilies, evenals verschillende andere niet-verwante families waarvan de leden af en toe de naam 'blenny' hebben gekregen. Veel blennies vertonen mimicrie van andere soorten, zoals Aspidontus taeniatus. Door deze nabootsing kan de blenny dicht bij vissen komen die Labroides dimidiatus (de gewone poetslipvis) normaal gesproken zou laten schoonmaken. De blenny neemt dan happen of grotere beten uit de nietsvermoedende vis. Er zijn twee geslachten van blennies die Batesiaanse mimicrie vertonen (het nabootsen van onschuldige soortgenoten - Ecsenius en Plagiotremus.

## Morfologie
Blenniiformes zijn over het algemeen kleine vissen, die slechts af en toe een lengte tot vijfenvijftig centimeter bereiken, met langwerpige lichamen (sommige bijna palingachtig) en relatief grote ogen en muilen. Hun rugvinnen zijn vaak doorlopend en lang; de buikvinnen hebben typisch een enkele ingebedde rug en zijn kort en slank, gelegen voor de borstvinnen. De staartvin is afgerond. De stompe koppen van Blenniiformes hebben vaak uitgebreide snorhaarachtige structuren die cirri worden genoemd.

## Gedrag en voeding
Zoals over het algemeen bodemvissen, brengen Blenniiformes een groot deel van hun tijd door op of nabij de zeebodem; velen zijn teruggetrokken en graven zich in in zanderige substraten of bewonen spleten in riffen, de lagere delen van rivieren of zelfs lege schelpen van weekdieren. Sommige blennies, ook wel bekend als rock-hoppers, springen uit het water op rotsen om andere poelen te bereiken.
Wat predatie betreft, zijn blennies afhankelijk van een verborgen levensstijl, verstopt op de zeebodem in ondiep water, met schutskleuren.

## Vergif
Ter bescherming is er maar één geslacht dat echt giftig is, namelijk Meiacanthus. Deze vissen kunnen gif injecteren vanuit hun mandibulaire holle hoektanden. Ze hebben gif dat het opioïde-achtige enkefaline, fosfolipase en neuropeptide Y bevat.

## Verspreiding
Echte blennies zijn wijdverbreid in kustwateren, vaak overvloedig en gemakkelijk te observeren, waardoor ze het onderwerp zijn geworden van vele onderzoeken naar ecologie en gedrag. Twee van de families, de Blenniidae en de Tripterygiidae hebben wereldwijde verspreiding, de Clinidae hebben een overwegend gematigde verspreiding en de overige drie families zijn grotendeels neotropisch. Deze verdeling maakt deze vissen ideale onderwerpen voor studies van biogeografie. Er wordt gedacht dat de splitsing van de Tethysoceaan door de vorming van de landengte van Panama in combinatie met de Plioceen-opwarming van het klimaat belangrijke factoren kunnen zijn geweest die de evolutie en biogeografie van de Blenniiformes hebben beïnvloed.

## Families
- Blenniidae Rafinesque, 1810
- Chaenopsidae Gill, 1865
- Clinidae Swainson, 1839
- Dactyloscopidae Gill, 1859
- Labrisomidae Clark Hubbs, 1952
- Tripterygiidae Whitley, 1931